# Piotr Wojtczak
Piotr Wojtczak (ur. 1963 w Lublinie) – polski dyplomata w stopniu ambasadora tytularnego, ambasador RP w Luksemburgu (2017–2024), Dyrektor Generalny Służby Zagranicznej (2006–2007).

## Życiorys
Absolwent filologii romańskiej i politologii na Uniwersytecie Marii Curie-Skłodowskiej w Lublinie oraz Krajowej Szkoły Administracji Publicznej w Warszawie (1992–1994, druga promocja – pro publico bono).
W 1994 podjął pracę w Ministerstwie Spraw Zagranicznych, specjalizując się w problematyce integracji europejskiej, początkowo w Departamencie Integracji Europejskiej, a następnie w Stałym Przedstawicielstwie RP przy Unii Europejskiej, tj. w czasie negocjacji akcesyjnych (koordynował obszar wymiaru sprawiedliwości i spraw wewnętrznych). Po akcesji został zastępcą ambasadora w Belgii. Po powrocie w 2005 objął stanowisko zastępcy dyrektora Departamentu Europy. W 2006–2007 kierował jako chargé d’affaires Stałym Przedstawicielstwem RP przy UE. Następnie dwukrotnie był Dyrektorem Generalnym Służby Zagranicznej (2006–2007). W latach 2008–2013 był zastępcą ambasadora i konsulem generalnym w wydziale konsularnym ambasady w Brukseli. Od września do grudnia 2014 był dyrektorem Protokołu Dyplomatycznego MSZ. W styczniu 2017 został ambasadorem w Luksemburgu. Listy uwierzytelniające złożył na ręce Wielkiego Księcia Luksemburga Henryka 8 lutego 2017. Urzędowanie zakończył w sierpniu 2024.
Na marginesie działalności stricte zawodowej, w 2001 był jednym z pomysłodawców i organizatorów promocyjnego meczu piłki nożnej Polska – Unia Europejska z udziałem największych gwiazd polskiego i europejskiego futbolu, wspólnie grających z politykami.
Płynnie posługuje się językami: angielskim, francuskim i włoskim. W okresie studenckim tańczył w zespole ludowym.

## Odznaczenia
- Wielki Oficer Orderu Zasługi Zakonu Maltańskiego[10]